# Tam phát

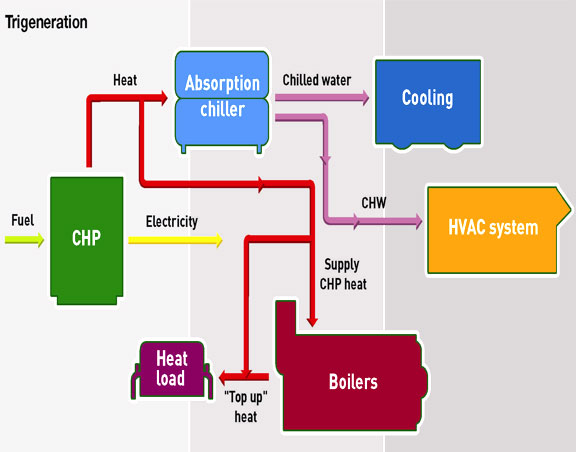
Chu trình tam phát.

Tam phát, còn được gọi là "CCHP" (kết hợp làm mát, sưởi ấm và điện năng), đề cập đến việc phát đồng thời điện năng, sưởi ấm hữu ích và làm mát hữu ích từ cùng một nguồn nhiệt ban đầu như nhiên liệu hoặc năng lượng mặt trời. Nhiệt thải không đủ năng lượng để sản xuất điện thông qua các phương tiện cơ khí, chẳng hạn như thông qua tua bin hơi, bao gồm năng lượng có thể sử dụng được khai thác cho các mục đích nhiệt quy định như được mô tả trong đồng phát. Tam phát khác đồng phát ở chỗ một số nhiệt thải được sử dụng để làm mát. Các hệ thống CCHP có thể đạt được hiệu quả trên một đơn vị nhiên liệu cao hơn so với các đồng phát hoặc các nhà máy điện truyền thống.
Một từ viết tắt Mỹ hiện đại là BCHP (làm mát, sưởi ấm và điện năng cho tòa nhà) đối với các ứng dụng tam phát trong các tòa nhà. Tại Đức, các từ viết tắt tương ứng là KwK, Kraft-Wärme-Kopplung, hoặc BHKW, Block Heizkraftwerk, và KWKK, Kraft-Wärme-Kälte Kopplung, tương ứng.

## Thông tin chi tiết
Tam phát (CCHP) được định nghĩa là việc khai thác các năng lượng điện và nhiệt từ nhiên liệu, nơi một tỷ lệ phần trăm của nhiệt sản phẩm phụ được sử dụng để làm mát. Hệ thống sưởi ấm và làm mát đầu ra có thể hoạt động đồng thời hoặc được trao đổi dựa trên nhu cầu và xây dựng hệ thống.
Một nhà máy điện hoạt động trên cơ sở của các chu trình Carnot sẽ chuyển đổi năng lượng từ nhiệt năng lượng cơ học dựa trên một sự khác biệt giữa nhiệt độ như được mô tả bởi các chu kỳ Rankine  năng lượng cơ khí được chuyển đổi thành năng lượng điện bởi một máy phát điện. Nhiệt thải đó là không đủ năng lượng đầu vào máy phát điện sau đó được tái chế cho các mục đích khác như sưởi ấm hoặc làm mát không gian sống hoặc cơ sở công nghiệp hoặc là đầu vào cho các quá trình công nghiệp khác. Làm mát là đạt được thông qua một thiết bị làm lạnh hấp thụ hoặc một thiết bị làm lạnh hấp thụ là sản phẩm phụ là nhiệt.

## Hiệu quả nhiệt
Hiệu quả nhiệt trong một hệ thống tam phát được định nghĩa là:
{\displaystyle \eta _{th}\equiv {\frac {W_{out}}{Q_{in}}}\equiv {\frac {\text{Dien nang dau ra + Nhiet nong dau ra + Nhiet lanh dau ra}}{\text{Tong nhiet nang dau vao}}}}
Trong đó:
{\displaystyle \eta _{th}} = Hiệu quả nhiệt
{\displaystyle W_{out}} = Tổng công ra khỏi hệ thống
{\displaystyle Q_{in}} = Tổng nhiệt năng đi vào hệ thống
Các mô hình tam phát điển hình có tổn hao như trong bất kỳ hệ thống nào. Phân bố năng lượng dưới đây được đại diện như là phần trăm của tổng năng lượng đầu vào hệ thống .
Điện = 45%
Nhiệt + làm mát = 40%
Tổn thất nhiệt = 13%
Tổn thất điện = 2%
Trạm chuyển đổi nhiệt điện thông thường chỉ có khoảng 33% năng lượng nhiên liệu thành điện năng. Phần còn lại là bị mất trong các hình thức nhiệt. Ảnh hưởng xấu đến môi trường từ chất thải này cho thấy một nhu cầu để tăng hiệu quả sản xuất điện. Một phương pháp để sản xuất điện hiệu quả hơn là đồng phát hoặc tam phát làm mát nhiệt và năng lượng, nơi hơn 80% năng lượng của nhiên liệu được chuyển đổi thành năng lượng có thể sử dụng, kết quả là lợi ích cả về tài chính và môi trường.

## Phát điện phân tán
Tam phát có lợi ích lớn nhất của nó khi thu nhỏ để phù hợp với hệ thống cấp điện, hệ thống sưởi và làm mát vĩnh viễn của các tòa nhà hoặc khu phức hợp của các tòa nhà cần thiết. Cài đặt này bao gồm nhưng không giới hạn: trung tâm dữ liệu, cơ sở sản xuất, các trường đại học, bệnh viện, khu quân sự và cao đẳng. Ngoài ra tam phát cục bộ còn có lợi ích như mô tả của phát điện phân tán. Sự dư thừa điện năng trong các ứng dụng nhiệm vụ quan trọng, chi phí sử dụng năng lượng thấp hơn và khả năng bán điện trở lại cho công ty tiện ích địa phương là một số trong những lợi ích lớn.
Hầu hết các nước công nghiệp tạo ra phần lớn nhu cầu năng lượng điện của họ tại các cơ sở lớn tập trung với công suất sản lượng điện năng lớn. Các nhà máy này có tính kinh tế tuyệt vời về quy mô, nhưng thường truyền điện khoảng cách dài dẫn đến thiệt hại khá lớn, ảnh hưởng tiêu cực đến môi trường. Nhà máy điện lớn có thể sử dụng hệ thống đồng phát hoặc tam phát chỉ khi cần đủ ngay lập tức các thực thể đối với công nghiệp phức tạp trong vùng địa lý lân cận, nhà máy điện bổ sung hoặc một thành phố. Một ví dụ đồng phát với các ứng dụng tam phát trong một thành phố lớn là Hệ thống hơi thành phố Niu-Yooc.

## Các ứng dụng trong hệ thống phát năng lượng không tái tạo
Nhiên liệu của các nhà máy điện thông thường sau đây có thể được chuyển đổi sang một hệ thống CCHP :
- Than
- Khí đốt tự nhiên
- Dầu
- Hạt nhân
- Vi tua-bin
- Tua-bin khí nhỏ

## Các ứng dụng trong hệ thống phát năng lượng tái tạo
- Pin nhiên liệu
- Năng lượng mặt trời